# Estação Medvedkovo
Medvedkovo (em russo:  Медведково) é uma estação terminal da linha Kalujsko-Rijskaia (Linha 6) do Metro de Moscovo, na Rússia. Estação «Medvedkovo» está localizada após a estação «Babuchkinskaia».